# 10141 Gotenba
10141 Gotenba è un asteroide della fascia principale. Scoperto nel 1993, presenta un'orbita caratterizzata da un semiasse maggiore pari a 2,6133520 UA e da un'eccentricità di 0,1748659, inclinata di 13,57837° rispetto all'eclittica.
L'asteroide è dedicato a Gotemba, omonima città giapponese.